# Înțelepciunea și limitele ei
Înțelepciunea și limitele ei este un film românesc din 1983 regizat de Paula Segall, Doru Segall.